# المجمع المغلق 1334
المجمع المغلق 1334 هو المجمع الموكول بانتخاب بابا الكنيسة الكاثوليكية الجديد بعد استقالة البابا. انعقد مجمع الكرادلة لانتخاب البابا الجديد بدءًا من
13 ديسمبر 1334 وانتهى في 20 ديسمبر 1334. انتُخبَ بندكت الثاني عشر ليكون البابا الجديد للكنيسة.